# Дорки Малі
Дорки Малі (рос. Дорки Малые) — село в Палехському районі Івановської області Російської Федерації.
Населення становить 33 особи. Входить до складу муніципального утворення Раменське сільське поселення.

## Історія
Від 2005 року входить до складу муніципального утворення Раменське сільське поселення.

## Населення
| 1859 | 1905 | 2002 | 2010 |
| ---- | ---- | ---- | ---- |
| 263  | ↘236 | ↘49  | ↘33  |